# ماركينيوس (لاعب كرة قدم مواليد 1961)
ماركينيوس هو مدرب كرة قدم ولاعب كرة قدم برازيلي في مركزي الدفاع والوسط، ولد في 23 أكتوبر 1961 في ريو دي جانيرو في البرازيل. لعب مع نادي ساو باولو.